# Medicago monspeliaca
Medicago monspeliaca es una especie de la familia de las fabáceas.

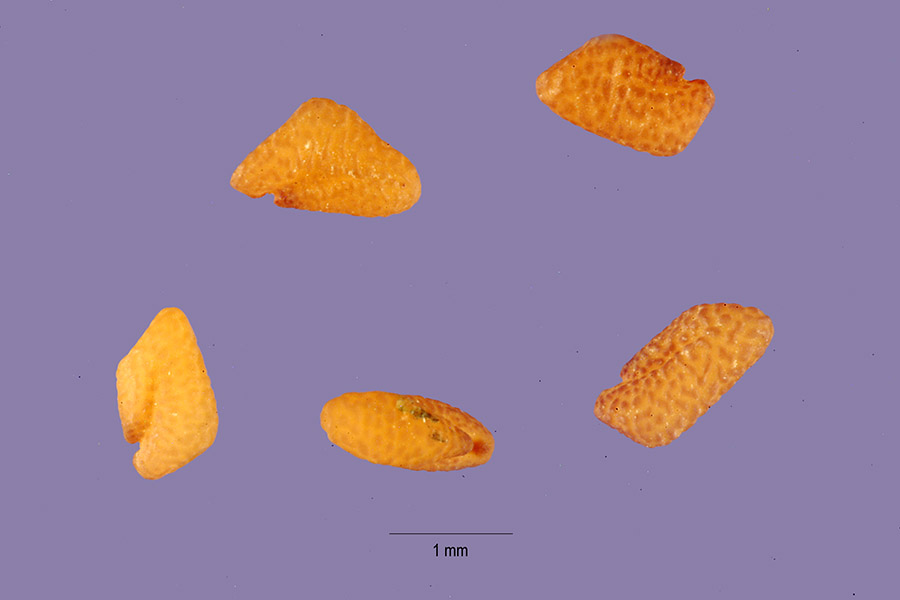
Semillas

## Descripción
La alholva de frutos estrellados es una especie , anual de hasta 35 cm, con pelos densamente adpresos en sus tallos. Hojas con tres folíolos cuneados, enteros o dentados. Flores amarillas, de aproximadamente 4 mm, en inflorescencias umbeliformes casi sin cabillos. Dientes de cáliz ligeramente más largos que el tubo del cáliz. Vainas colgantes lineales de 7-17 mm, ligeramente curvas, y extendidas en una estrella. Florece en primavera. 

## Hábitat
Habita en rocas y terreno seco.

## Distribución
En gran parte de Europa, excepto en Europa septentrional, Irlanda, Gran Bretaña, Holanda, Alemania y Polonia. En España es habitual en etapas aclaradas del encinar.

## Taxonomía
Medicago monspeliaca fue descrita por (L.) Trautv. y publicado en Bulletin scientifique (publié par l’) Académie Imperiale des Sciences de Saint-Pétersbourg 7: 272. 1841.
Etimología
Medicago: nombre genérico que deriva del término latíno medica, a su vez del griego antiguo: μηδική (πόα) medes que significa "hierba".
monspeliaca: epíteto
Sinonimia
- Trigonella monspeliaca L.
- Trigonella monspeliaca subsp. subacaulis Feinbrun[3][4]